# Batyrosaurus
Batyrosaurus is een geslacht van plantenetende ornithischische dinosauriërs, behorend tot de groep van de Euornithopoda, dat tijdens het late Krijt leefde in het gebied van het huidige Kazachstan. De enige benoemde soort is Batyrosaurus rozhdestvenskyi.

## Vondst en naamgeving
De soort is in 2012 benoemd en beschreven door Pascal Godefroit, François Escuillié, Joeri Bolotski en Pascaline Lauters. De geslachtsnaam verwijst naar de batyrs, "helden", Kazachse ridders die hun status bereikten op grond van verdienste in de strijd. De soortaanduiding eert de Russische paleontoloog Anatoli Konstantinowitsj Rozjdestwenski.
Het holotype, AEHM 4/1, is bij Akkoergan gevonden in een laag van de Bostobinskajaformatie die dateert uit het Santonien-Campanien, ongeveer 84 miljoen jaar oud. Het bestaat uit een gedeeltelijk skelet. Bewaard zijn gebleven: een gedeeltelijke schedel, de onderkaken, zestig losse tanden, de borstbeenderen, een rechteropperarmbeen, een linkerspaakbeen, stukken van de middenhandsbeenderen en vingerkootjes. Resten die eerder als Arstanosaurus werden benoemd, behoren mogelijkerwijs ook aan Batyrosaurus, maar zijn zo fragmentarisch dat de beschrijvers van de laatste Arstanosaurus als een nomen dubium beschouwen waarvan de naam dus geen prioriteit heeft. Daarbij zijn de gevonden elementen niet overlappend zodat een mogelijke identiteit hoe dan ook nog niet kan worden bewezen; losse tanden die aan Arstanosaurus zijn toegeschreven, zijn anders van vorm dan die van Batyrosaurus.

## Beschrijving

### Grootte en onderscheidende kenmerken
Batyrosaurus is een middelgrote euornithopode met een lichaamslengte van vijf à zes meter.
De beschrijvers wisten enkele onderscheidende kenmerken vast te stellen. Het wandbeen vormt achteraan lange beenlappen die het supraoccipitale overlappen, maar de buitenste zijkanten van de paroccipitalia niet raken en zelf overlapt worden door de squamosa. De voorhoofdsbeenderen zijn langwerpig, ongeveer 70% langer dan breed. De buitenste zijkant van de voorste tak van het jukbeen toont een diepe horizontale trog beneden het raakvlak met het traanbeen. Het gewrichtsvlak van het surangulare is doorboord door een foramen.

### Skelet

#### Schedel
Van de schedel van Batyrosaurus zijn alleen de achterste delen bekend. De voorste tak van het jukbeen is lang en taps toelopend. De unieke horizontale groeve wordt naar achteren plots hoger. De binnenkant van het jukbeen heeft en grote driehoekige uitholling als raakvlak met het ectopterygoïde. Onder de opgaande tak naar het postorbitale is de onderrand van het jukbeen hol. Van het quadratum heeft het bovenvlak een driehoekige doorsnede; het wordt meer naar achteren ondersteund door een verticale beenstijl. Het heeft twee gewrichtsvlakken met het quadratojugale. De voorhoofdsbeenderen zijn langwerpig. Hun voorste uitlopers worden gescheiden door een fontanel. Hun raakvlakken met de postorbitalia zijn dik, lang en hebben een gebroken oppervlak. Hun bovenvlak is gewelfd boven de hersenen en hun onderkanten zijn door deze sterk uitgehold. De voorhoofdsbeenderen worden achteraan ruitvormig ingekeept door de wandbeenderen. Deze ruit loopt naar achteren uit in een middenkam. Ook bij het wandbeen is de onderkant uitgehold door de hersenen. Het wandbeen heeft beenlappen die schuin naar voren toe het voorhoofdsbeen en het postorbitale overlappen en naar achteren de bovenkant van het achterhoofd.
Aan de bovenkant van het achterhoofd is het supraoccipitale een stevig piramidevormig element dat iets schuin naar voren loopt. Op het bovenste twee derden deel bevindt zich een hoge middenrichel die bovenaan uitloopt in een knobbel. De zijkanten worden overlapt door de beenlagen van de wandbeenderen. Horizontale richels met een scherp ingekerfde groeve erboven vormen onderaan de grenzen met de exoccipitalia die het supraoccipitale van het achterhoofdsgat dringen. Onder dat foramen magnum vormen de exoccipitalia de uitstekende bovenste porties van de knobbel die contact maakt met de nek, de condylus occipitalis. Aan de zijkanten versmelten ze met de opisthotica die doorboord worden door vele openingen voor zenuwen, aders en gehoorgangen. Aan iedere zijde ligt daarvoor weer een groot proöticum waarvan de binnenzijde de wand uitmaakt van de binnenste oorholte. Voor onderaan wordt het proöticum ingekeept door een enorm rond foramen, welke holte plaats bood aan het Ganglion van Gasser, de uitgang van de Nervus trigeminus, de vijfde hersenzenuw, waarvoor op het proöticum een diepe verticale groeve ligt. Vóór het proöticum ligt het laterosfenoïde waarvan de achterkant en driehoekige wig vormt tussen het proöticum en het wandbeen. De voorkant van de hersenpan, overlopend in een gedeeltelijk verbeend tussenschot tussen de oogkassen, wordt gevormd door de orbitosfenoïden en de schuin daarboven gelegen presfenoïden. Het laterosfenoïde heeft onderaan een voetvormige uitloper naar het vleugelvormige uitsteeksel van het basisfenoïde dat mede de onderkant van de hersenpan vormt en daarop meer naar achteren twee afhangende lobben heeft. Het basioccipoitale vormt de overgang naar het achterhoofd en maakt de onderkant van het foramen magnum uit.
De onderkant van de schedel is alleen bekend van een beschadigd stuk linkerpterygoïde.

#### Onderkaken
De onderkaken zijn vooraan verbonden door een enkel predentarium, dat in bovenaanzicht de vorm heeft van een hoefijzer. Vooraan toont dit schijntandjes die aan beide zijden overgaan in een hoge richel. Dit weerspiegelt vermoedelijk de vorm van de ondersnavel. De voorkant van het predentarium toont twee diepe groeven, ten opzichte van elkaar schuin verwijdend oplopend, die dienden als aderkanalen. Het tanddragend bot van de onderkaak, het dentarium, is lang, recht en robuust. Naar voren toe buigt het iets naar beneden. Het aantal tandposities is minstens zestien maar vermoedelijk niet hoger dan twintig. Aan de binnenkant loopt een brede groeve voor de pees van de sluitende kaakspier naar voren toe over in een diepe fossa Meckeliana. De bovenrand loopt naar achteren geleidelijk op naar een hoog uitsteeksel, de processus coronoides.
Het bot aan de achterste bovenkant van de onderkaak, het surangulare, heeft een lange ondiepe uitholling als buitendeel van het onderste kaakgewricht. Dit wordt doorsneden door een gladde dwarsrichel aan de voorkant waarvan een klein ellipsvormig foramen het bot doorboort, een uniek kenmerk. Dit moet niet verward worden met het normale foramen surangulare dat zich hier onder de zijrand van het kaakgewricht bevindt. Het achterste, retroarticulaire, uitsteeksel van het surangulare is lobvormig en nauw met een dunne onderrand; het verheft zich boven het gewrichtsniveau. Het angulare in de kaakhoek is lang en golvend.

#### Tanden
De tanden van Batyrosaurus vormen de voor iguandontiërs gebruikelijke tandbatterijen met nauw aaneengesloten stapels tanden waarbij de slijtage van de snijrand gecompenseerd wordt door een permanente aangroei van nieuwe tanden. Hoewel een dertigtal losse maxillaire tanden is gevonden, is onbekend hoeveel tandposities er in het bovenkaaksbeen waren. De tanden hebben hun email aan de binnenzijde en een grote verticale kielvormige primaire richel. De bovenste helft van de tandkroon toont kleine vertandingen. De dentaire tanden zijn wat groter en hebben het email aan de buitenzijde. Hun structuur is wat complexer met aan de voorzijde van de hoofdrichel een lagere secundaire richel en daar weer voor een zwakke tertiaire richel; sommige tanden hebben ook achter de hoofdrichel nog een richel lopen. De vertandingen lopen hier naar beneden uit in ingekeepte snijranden; aan de voorkant van de kroon zetten de vertandingen zich voort in kleine richeltjes. De snijrand van de achterkant loopt naar de tandbasis toe uit in een opstaande naar binnen gedeukte rand.

#### Postcrania
Van de delen achter de schedel, de postcrania, is weinig bekend. De borstbeenderen zijn bijlvormig waarbij een waaiervormig bovenste uiteinde zich voortzet in een langwerpig "handvat" met lengtegroeven aan de bovenkant. Verruwingen aan beide zijde tonen dat bij het levende dier ieder borstbeen verlengd werd door uitgroeisels van kraakbeen.
In de arm is het opperarmbeen stevig gebouwd. Een lange deltopectorale kam die zich tot over de helft van de schacht voortzet, wijst op een sterke musculatuur, hoewel de kam niet erg breed is. De kop is iets bolvormig en van de bovenhoek van de kam gescheiden door een ondiepe trog. In de onderarm is het spaakbeen tamelijk elegant en recht, hoewel bovenaan verbreed. Een langwerpig facet op de onderste buitenzijde is iets naar voren gedraaid, een aanwijzing dat het spaakbeen hier recht op de onderkant van de ellepijp stond. De verschillende handbeenderen zijn fragmentarisch bewaard gebleven. Eén ervan is wellicht een stekelvormige duimklauw met een hoogte van zo'n vier centimeter.

## Fylogenie
Batyrosaurus is door de beschrijvers basaal in de Hadrosauroidea geplaatst. Zijn positie zou, volgens een exacte cladistische analyse meer afgeleid zijn dan Altirhinus maar basaler dan Probactrosaurus. 
De positie van Batyrosaurus is volgens de beschrijvers een bevestiging van de hypothese dat Azië een centrale rol speelde in de radiatie van de hadrosauroïden en deze pas later naar Noord-Amerika geëmigreerd zouden zijn. Batyrosaurus was in 2012 de jongste bekende basale hadrosauroïde, niet-hadrosauride, uit Azië en volgens de beschrijvers zelfs de jongste ter wereld, aangezien zij Tethyshadros uit Italië als een lid van de Hadrosauridae beschouwen. De hoge positie in de stamboom van Batyrosaurus zou daarbij een aanwijzing zijn dat ook de, meer afgeleide, hadrosauriden zich oorspronkelijk in Azië hebben ontwikkeld.

## Levenswijze

### Leefgebied
Het gebied waar Batyrosaurus leefde, was een kustvlakte die doorsneden werd door rivieren. In de lagen ervan zijn resten gevonden van andere dinosauriërs, pterosauriërs, krokodilachtigen en schildpadden. Het gebied was dichtbegroeid en vrij nat. De dominante planten van deze habitat, waarvan vermoedelijk ook Batyrosaurus leefde, waren leden van de Ulmaceae: smalbladige loofbomen en struiken waartoe ook de huidige iepen behoren. Grote theropoden zijn niet gevonden, zodat het onduidelijk is of en door wie Batyrosaurus bejaagd werd.

### Gedrag
Over het gedrag van Batyrosaurus zijn wat aanwijzingen verschaft door het bestuderen van de hersenholte door middel van een afgietsel. De kleinste foramina van de holte werden eerst beschermd door ze met een niet-drogende boetseerklei te vullen. Daarna werd een laagje vaseline in het geheel gespoten waarna de holte geleidelijk gevuld werd met lagen siliconen. Na een gefaseerde droging kon het opvulsel er uitgetrokken worden wat een model van de hersenen opleverde. De mate van detaillering, waarbij ook de valleculae zichtbaar waren, de oppervlakterimpels, was zo goed dat vastgesteld kon worden dat althans bij het voorste telencephalon de hersenmassa de hele holte opvulde; vroeger werd wel aangenomen dat, net als bij de huidige koudbloedige reptielen, bij dinosauriërs de dura mater de helft van het volume voor zijn rekening nam. Batyrosaurus had dus een grotere herseninhoud dan in de vorige eeuw voor waarschijnlijk gehouden werd.
Het brein is langwerpig en steekt onder een hoek van 30° naar voren omhoog. Het is 105 millimeter lang en heeft een maximale breedte van 45,8 millimeter. De grote hersenen zijn vrij groot en bolvormig. Het middenbrein wordt bekroond door een hoge epifyse. Het binnenoor toont grote en gebogen halfcirkelvormige kanalen die voor het evenwichtsgevoel zorgen. Dit duidt op een actief bewegingsgedrag met een hoge loopsnelheid. Het voorste halfcirkelvormige kanaal is extra vergroot wat wijst op het lopen als tweevoeter, iets wat Batyrosaurus gezien de algemene anatomie van de Hadrosauroidea bij hoge snelheid deed; bij lage snelheid of bij het stilstaan rustte een deel van het gewicht op de voorpoten.